# Procharista sardonias
Procharista sardonias är en fjärilsart som beskrevs av Edward Meyrick 1922. Procharista sardonias ingår i släktet Procharista och familjen stävmalar. Inga underarter finns listade i Catalogue of Life.